# Ідрісса Сарр
Ідрісса Сарр (фр. Idrissa Sarr, нар. 15 січня 1950), колишній футбольний арбітр з Мавританії. Арбітр ФІФА у 1988—1994 роках.

## Кар'єра
Він працював на таких великих турнірах:
- Кубок африканських націй 1988 (2 матчі, включаючи фінал)
- Молодіжний чемпіонат світу 1989 (1 матч)
- Молодіжний чемпіонат світу 1991 (2 гри)
- Кубок африканських націй 1992 (1 матч)